# Карл Клінг
Карл Клінг (нім. Karl Kling), (нар. 16 вересня 1910 — пом. 18 березня 2003) — німецький автогонщик, пілот Формули-1 (1954-1955).